# 月球與行星實驗室

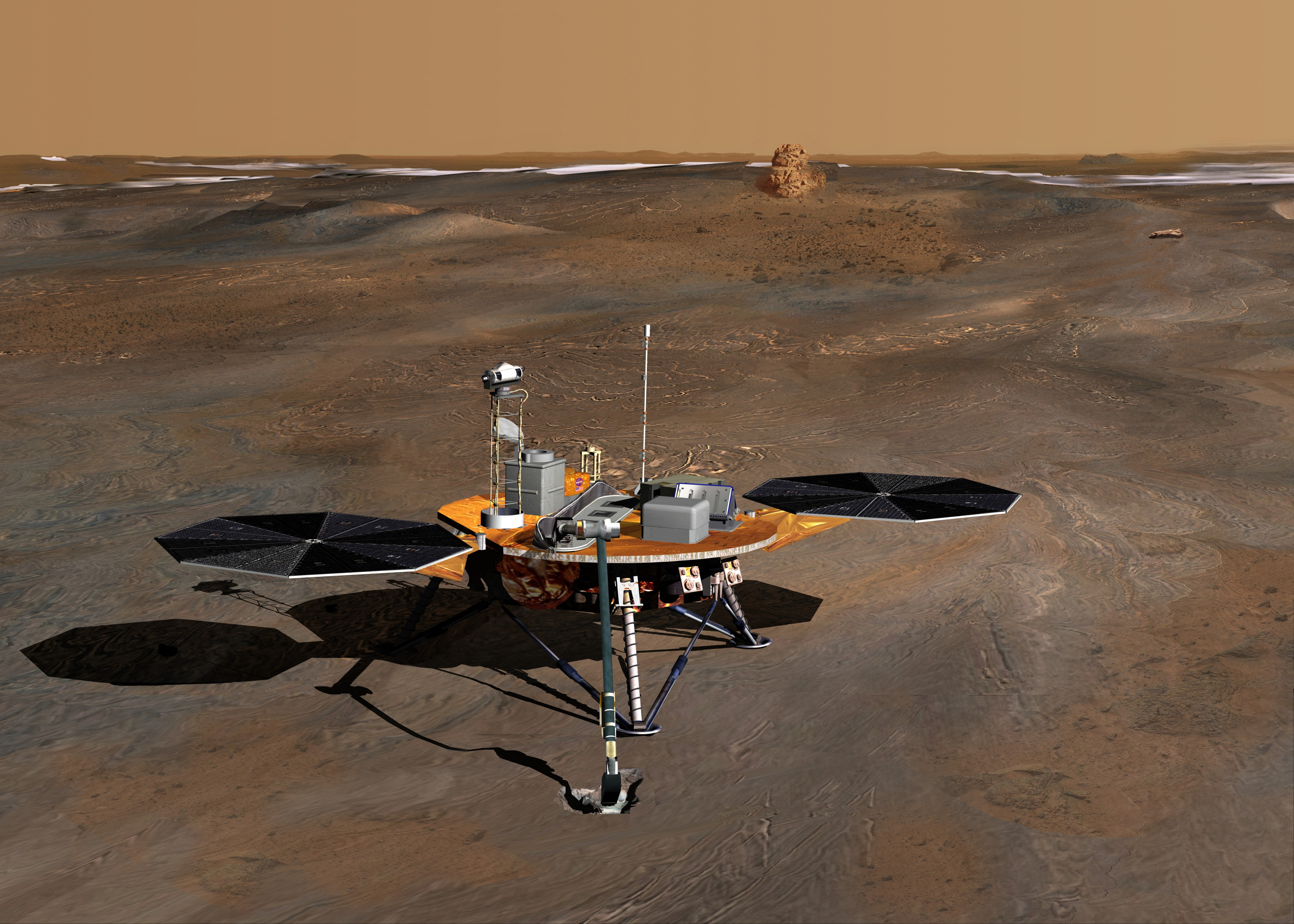
鳳凰號火星探測器想像圖

月球與行星實驗室（英語：Lunar and Planetary Laboratory，縮寫：LPL）是行星科學研究中心，位於亞利桑那州圖森亞利桑那大學。本實驗室同時也是一個研究所，並以此為基礎成立亞利桑那大學行星科學系。月球與行星實驗室是世界上最大的專門致力於行星科學研究的單位，在行星科學領域有很高的聲譽。該實驗室的科學家幾乎在每一個行星探測任務發揮了重要作用，這些任務包括由NASA，ESA，甚至部分RSA進行的任務。

## 背景
月球與行星實驗室於1960年由天文學家傑拉德·柯伊伯成立。柯伊伯長期以來一直是觀測太陽系的先驅，特別是月球；當時他是不合時宜的天文學家之一。他的貢獻是發現了天衛五和海衛二，火星和土衛六上的甲烷及二氧化碳的偵測，以及預測柯伊伯带。
柯伊伯來到圖森尋求比他在芝加哥大學時更大獨立性的機會，建立一個社會致力於太陽系研究，也更接近美國亞利桑那州南部的許多潛在的地點做為世界級的天文觀測，如基特峰國立天文台（成立於1958年）。月球與行星實驗室在亞利桑那大學的贊助下成立，柯伊伯擔任主任直到1973年去世。
月球與行星實驗室致力真正的跨學科；以及天文，物理，化學，地質，地球物理，地球化學，大氣科學和工程知識和技術的累積都納入到一個目標後，研究行星系統。許多學生到月球與行星實驗室只詳細研究一兩個這些科目。因此，一個具有廣泛基礎的課程是至關重要的。
1973年，亞利桑那大學成立了行星科學系，由月球與行星實驗室管理。該系提供了由月球與行星實驗室管理研究生的機構，並在教學採取更大的作用。月球與行星實驗室的主任同時也是行星科學系的主任。目前的主任為Timothy Swindle。

## 太空任務
月球和行星實驗室參與了幾乎所有的行星探測器任務。以下是一些主要參與的任務：
- 鳳凰號火星探測器：火星：負責建造探測器本體和現在的科學運作，已經到達火星。
- 火星偵察軌道器：火星：負責建造與操作HiRISE（高解析度成像科學設備），這是深太空任務中使用過最大的望遠鏡。
- 火星全球探勘者號：火星：阿爾弗雷德·麥克尤恩博士參加了火星軌道攝影機（Mars Orbiter Camera，MOC）計畫團隊。Steve Bougher博士是該探測船空氣制動團隊成員；該團隊於1997年秋季和1998年秋季進行空氣制動模擬。
- 深太空二號：火星：一個科學小組來自月球與行星實驗室。
- 2001火星奧德賽號：火星：負責製造與維護伽瑪射線光譜儀（Gamma-Ray Spectrometer, GRS）。
- 信使號：水星：參與了水星双成像系统（Mercury Duel Imaging System）与水星大氣和表面成分分光計（Mercury Atmospheric and Surface Composition Spectrometer, MASCS）。
- 伽利略號：木星：製造紫外線光譜儀一部份。
- 卡西尼號：土星：世界上贊助此計畫最主要的大學。負責土衛六和土衛二表面影像取得與分析。
- 深度撞擊號：坦普爾1號彗星：幫助運行許多模擬，以確保探測器到達目標。
- 火星探路者：火星：設計、組合和運用登陸器上其中一個攝影機。
- 惠更斯號：土衛六：製造和維護唯一的攝影機。負責製作登錄的一系列影片。在月球與行星實驗室惠更斯號網頁可見到其影片和訊息。
- 火星極地著陸者號：火星：製造熱逸出氣體分析儀（Thermal Evolved Gas Analyzer）。一個類似的儀器在鳳凰號火星探測器上。
- 航海家計畫：木星、土星、天王星、海王星：製造和運作紫外線光譜儀；並參加了影像團隊。
- 尤利西斯號探測器：太陽：兩名科學家參加了太陽圈內宇宙射線物理性質與行星際介質性質研究。
- 會合-舒梅克號：近地小行星愛神星：參加了X射線/伽瑪射線光譜儀（X-Ray/Gamma-Ray Spectrometer, XGRS）科學小組。

## 天文觀測
月球與行星實驗室進行太空監視計畫。該計畫負責找出近地小行星。行星大氣層項目以掩星的方式測定不同行星大氣層成分；當恆星被行星遮蔽時，可經由觀測該恆星光譜測定行星大氣成份。與卡特林那巡天系统（Catalina Sky Survey）共同研究水星。以跨學科的科學，例如以理論天文物理和太空物理研究暗物質。

## 外部連結
- 月球與行星實驗室 （页面存档备份，存于）